# Tatum (Teksas)
Tatum – miasto w Stanach Zjednoczonych, w stanie Teksas, w hrabstwie Panola.